# Anthometra unicolorana
Anthometra unicolorana là một loài bướm đêm trong họ Geometridae.